# Rezerwat przyrody Siemianówka
Rezerwat przyrody Siemianówka – rezerwat przyrody położony na terenie gminy Narewka w województwie podlaskim.
- Powierzchnia według aktu powołującego: 224,54 ha[1]
- Rok powstania: 1995
- Rodzaj rezerwatu: leśny
- Przedmiot ochrony: fragment Puszczy Białowieskiej odznaczający się bogactwem szaty roślinnej z dominującymi zbiorowiskami leśnymi bagiennymi występującymi na obrzeżu górnej Narwi, w pobliżu zbiornika Siemianówka.